# Napoleon (2002)
Napoleon ist ein vierteiliger Historienfilm aus dem Jahr 2002. Die Miniserie hat eine Gesamtdauer von 360 Minuten. Die Figur des Napoleon verkörperte der französische Schauspieler Christian Clavier. Seinen Polizeiminister Fouché spielte Gérard Depardieu, Napoleons Frau Josephine Isabella Rossellini. Regie führte Yves Simoneau.

## Handlung

### Prolog
Zu Beginn wird Napoleon in seiner Verbannung auf St. Helena gezeigt, wo er von den Briten sorgfältig bewacht wird. Regelmäßig besucht ihn ein junges Mädchen namens Betsy Balcombe, die Tochter eines britischen Proviantlieferanten der Ostindien-Kompanie. Napoleon schildert Betsy seine Karriere vom patriotischen Soldaten zum französischen Kaiser und Herrscher über Europa bis hin zu seinem Absturz und der Verbannung.

### Teil 1
Frankreich nach der französischen Revolution im Jahr 1795: Napoleon ist General der französischen Armee. Er lernt die einige Jahre ältere Joséphine de Beauharnais kennen, Witwe eines während der französischen Revolution guillotinierten Offiziers, die er kurz darauf zur Frau nimmt. Indessen wird sein strategisches Können bei der Niederschlagung eines Aufstands gegen die Republik verlangt. Ihm wird das Kommando übertragen und er verhindert einen Bürgerkrieg. Man wird in hohen Kreisen auf ihn aufmerksam und überträgt ihm das Kommando zur Verteidigung gegen Österreich auf italienischem Territorium. Bei Arcoli muss er aber zunächst eine Niederlage einstecken. Mit unzureichenden Mitteln für diese Mission ausgestattet, trägt er dennoch dank seinem strategischen Können einen beachtlichen Sieg nach Frankreich. Er gewinnt die Zustimmung von Volk und Armee. Der französische Außenminister Talleyrand wird auf ihn aufmerksam und glaubt, seine Fähigkeiten für einen Putsch gegen den republikanischen Senat nutzen zu können. Aber Napoleon lehnt ab und geht auf Feldzug nach Ägypten. Während seiner Abwesenheit betrügt ihn Josephine mit einflussreichen Männern der französischen Gesellschaft.
Nach Napoleons Rückkehr planen seine Familie und einige Generäle die Auflösung der Senatsversammlung und den Sturz der Regierung. Napoleon gewinnt die Unterstützung des Polizeipräsidenten Fouché und Talleyrands. Als er den Senatssaal mit Soldaten betritt, wird ein Anschlag auf ihn verübt. In den Auswirkungen des Chaos gelingt es Napoleon, mit Hilfe von Marschall Murat die Gewalt über den Senat zu bekommen und die Macht an sich zu reißen. Er wird neben zwei unbedeutenden Politikern erster Konsul der Republik. Es gelingt ihm, die politischen Verhältnisse und die schwere Finanzlage zu stabilisieren. An Weihnachten 1800 wird von den Royalisten ein Attentat auf ihn verübt, das er unbeschadet überlebt. Als ein politisches Exempel wird der Herzog von Enghien trotz der Einwände von Josephine und Napoleons Mutter Laetizia hingerichtet.

### Teil 2
Nach der Hinrichtung trägt ihm das französische Volk die Kaiserkrone an. Zur Krönung am 2. Dezember 1804 lässt er Papst Pius VII. anreisen: Napoleon krönt sich selbst und erhält den Segen des Papstes. Da die Briten, größter Feind der Franzosen, sich mit den Preußen, Österreich und den Russen verbünden, während Napoleon den Coup auf Großbritannien plant, beschließt dieser die Kehrtwende in Richtung Osten, um dort die politischen Feinde zu besiegen. Bei Jena und Austerlitz erringt er große Siege und zwingt Österreich und Preußen in die Kapitulation. Unterdessen erhält Napoleon die frohe Kunde von der Geburt eines Sohnes, den eine seiner heimlichen Geliebten zur Welt brachte. Josephine schien aufgrund des fortgeschrittenen Alters nicht mehr in der Lage ein Kind zu bekommen, was zu Spannungen innerhalb der Familie und der politischen Führungskräfte führt.
Beim Marsch gegen die Russen hält Napoleon mit seinen Streitkräften Zwischenstopp in Polen, wo er Maria Walewska, der schönen Frau eines polnischen Adligen, begegnet und ihrem Charme erliegt. Die polnische Elite sieht darin die Chance auf die polnische Unabhängigkeit von Preußen und Russland. Bei der Schlacht bei Eylau trägt Napoleon gegen Russland zwar einen Sieg davon, muss aber schmerzliche Verluste hinnehmen.

### Teil 3
Napoleon und Zar Alexander treffen sich an der Memel zum Friedensschluss. Alexander sagt ihm gegen die Briten Unterstützung zu. Eine Unabhängigkeit Polens verweigert er aber. Napoleon kehrt anschließend nach Frankreich zurück. Er muss die Nachrichten vom Tod seines Neffen, des möglichen Thronfolgers der französischen Krone, und von Aufständen in Spanien verkraften. Um der Lage Herr zu werden, schickt er Regimenter von der Ostgrenze nach Spanien und hofft auf die Unterstützung von Alexander bei der Verhinderung einer preußisch-österreichischen Offensive. Eigens zur Verhandlung der Angelegenheit veranstaltete Feierlichkeiten in Erfurt verlaufen allerdings ergebnislos. Alexander spürt die Chance Napoleon zurückzudrängen und versagt ihm die Unterstützung. Die Kapitulation seines Generals in Madrid zwingt Napoleon zusätzlich, vor Ort einzugreifen. Im Hintergrund gären Familienzwistigkeiten über die Vergabe der Kronen von Spanien und Neapel. Als Napoleon ungewohnt lange Zeit in Spanien verbringt und man bereits über seinen Tod spekuliert, planen seine Schwester und ihr Gatte, der ehemalige Marschall Murat, gemeinsam mit Fouché und Talleyrand dessen Einsetzung als Thronnachfolger. Doch der Plan löst sich mit der Rückkehr Napoleons nach Frankreichs in Luft auf.
Der Feldzug auf der iberischen Halbinsel war zwar erfolgreich, doch scheint dieser Sieg angesichts der Mobilisierung österreichischer Truppen äußerst zweifelhaft. Napoleon ist gezwungen, erneut gegen Österreich in den Krieg zu ziehen. Da sich die Hälfte der Truppen noch in Spanien befindet, trägt Napoleon bei Wagram zwar einen knappen Sieg davon, muss aber wiederum große Verluste seiner Streitmacht hinnehmen. Auch Marschall Lannes, einer der treuesten Anhänger Napoleons, fällt in der Schlacht. Nach Paris zurückgekehrt, beschließt Napoleon den Frieden durch eine Verbindung mit der österreichischen Erzherzogin Marie-Louise von Habsburg zu sichern. Er verstößt Josephine, bald darauf findet die Trauung statt. Es dauert nicht lange und ein Sohn wird geboren. Da taucht die Gräfin Walewska auf und bittet Napoleon um Unterstützung gegen die aufmarschierenden Truppen der Russen. Er sieht sich zunächst gezwungen sie zurückzuweisen, da er die Gefahren eines Kriegs gegen Russland ahnt. Rat holt er sich bei Josephine, die versucht ihn von dem Gedanken abzubringen. Dennoch wagt er den Schritt, was sich als äußerst verhängnisvoll herausstellen wird. Als er mit seinen Truppen Moskau erreicht, ist die ganze Stadt ist geräumt. Obwohl er Böses ahnt, marschiert er ein. Während der Besetzung explodieren des Nachts in der ganzen Stadt Sprengsätze.

### Teil 4
Der Rückzug aus Moskau wird zu einem Desaster. Napoleon verliert einen großen Teil seiner Truppen in der Eiseskälte Russlands. Er hat die Kriege satt und verkündet Europa den Frieden. Doch die europäische Allianz sieht nun die Chance, Napoleon endgültig zurückzudrängen. Der österreichische Außenminister Fürst von Metternich diktiert die Forderung, Frankreich solle sich in seine alten Grenzen zurückziehen. Napoleon denkt nicht daran, darauf einzugehen. Dies hat zur Folge, dass es erneut zum Krieg mit Österreich kommt. Napoleon erleidet eine bittere Niederlage in der Völkerschlacht bei Leipzig gegen eine Allianz aus Österreich, Preußen, Russland und Schweden. Er verliert zunehmend die Unterstützung seiner militärischen Führungseinheiten, seine Generäle versagen ihm die Gefolgschaft. Da er, motiviert durch die großen Siege in der Vergangenheit, immer noch auf einen Sieg spekuliert, statt Frankreich zu verteidigen, verliert er weitere Truppen und muss hinnehmen, dass die Allianz nach Frankreich einmarschiert. Hinter Napoleons Rücken wird die Kapitulation Frankreichs akzeptiert. Seine Abdankung ist beschlossene Sache. Erfolglos sucht er den Freitod. Er wird auf Elba verbannt und erhält einen kleinen Hofstaat. Dort unterhält er sich mit Festivitäten. Doch Napoleon kann sich mit der Situation nicht abfinden. Zu sehr hängt er an den Erfolgen der Revolution, am französischen Volk, am Kaiserthron.
In Frankreich regieren nun wieder die vorrevolutionären Monarchen. Napoleon erfährt vom Tod Josephines. Ein Botschafter informiert ihn über die Unzufriedenheit der Bevölkerung mit den politischen Verhältnissen. Er plant die Flucht und die Rückkehr nach Frankreich. An der Küste angekommen, wird er von der Bevölkerung gut aufgenommen. Der König schickt jedoch das Militär, um seinen Marsch auf Paris zu verhindern. Doch Napoleon kann die Streitkräfte für sich gewinnen. Er herrscht nach der Flucht des Königs wieder über die Franzosen. Doch erklärt ihm die Allianz erneut den Krieg. In der Schlacht bei Waterloo wird er vernichtend geschlagen. Zur Verhinderung eines Bürgerkriegs muss er den Beschluss des Senats über seine erneute Abdankung nach nur hundert Tagen Regentschaft akzeptieren. Er will sich auf ein britisches Schiff schleichen, um nach Amerika zu gelangen. Aber er wird entdeckt und nach St. Helena, einer südatlantischen Insel, verbannt, wo er bis zu seinem Tod bleiben muss.

## Hintergrund
Das Filmbudget wurde auf 41 Millionen Euro geschätzt. Gedreht wurde von Mai bis Oktober 2001 in verschiedenen Ländern.
Mehrere Einblendungen während des Films sind (zumindest in der deutschsprachigen Version) mit historisch falschen Daten unterlegt. So fand die Schlacht bei Waterloo nicht am 18. April 1815, sondern am 18. Juni 1815 statt und Napoleon III. lebte nicht bis 1871, sondern bis 1873. Napoleon und Zar Alexander hören sich in einer Szene Nicolo Paganinis Caprice Nummer 24 an, die erst 1817 komponiert wurde, als Napoleon bereits auf St. Helena weilte.
Des Weiteren wird im Film Napoleon erst 1815, während seiner Verbannung auf Elba, der Tod Josephines mitgeteilt. Diese starb aber schon 1814.

## Kritiken
Das Lexikon des internationalen Films bezeichnete den Film als „facettenreich“ und als „groß angelegte Produktion mit internationalen Stars, deren Schauwerte und Ausstattung die historischen Fakten in den Hintergrund drängen.“ Cinema meinte, dass in dem Film, der eines der „teuersten TV-Epen aller Zeiten“ sei, „Napoleons kaltblütige und machtgierige Seite […] zwar nicht verschwiegen“ werde, „aber insgesamt ein wenig zu kurz [kommt]“. Das Fazit von TV Spielfilm lautete: „Voilà! Stars en masse und Historie satt.“

## Auszeichnungen (Auswahl)
- 2003: 7 d’Or in der Kategorie Beste Regie für Yves Simoneau
- 2003: Bayerischer Fernsehpreis in der Kategorie Produktion für Jan Mojto
- 2003: Emmy für Pierre-Jean Larroque für die Kostüme in Teil II und eine Emmy-Nominierung für John Malkovich in der Kategorie Nebendarsteller in einer Miniserie oder Fernsehfilm

## Synchronisation
Die deutsche Synchronfassung entstand bei der Johannisthal Synchron GmbH, Berlin. Für das Dialogbuch und die Dialogregie war Joachim Kunzendorf zuständig.
| Rolle                               | Darsteller           | Synchronsprecher     |
| ----------------------------------- | -------------------- | -------------------- |
| Napoleon                            | Christian Clavier    | Thomas Nero Wolff    |
| Joséphine de Beauharnais            | Isabella Rossellini  | Susanna Bonasewicz   |
| Polizeiminister Joseph Fouché       | Gérard Depardieu     | Manfred Lehmann      |
| Charles Talleyrand                  | John Malkovich       | Joachim Tennstedt    |
| Laetitia Ramolino, Napoleons Mutter | Anouk Aimée          | Bettina Schön        |
| Armand de Caulaincourt              | Heino Ferch          | Heino Ferch          |
| Maréchal Jean Lannes                | Sebastian Koch       | Sebastian Koch       |
| Joseph Bonaparte                    | Ennio Fantastichini  | Erich Räuker         |
| Jean-Baptiste Muiron                | Guillaume Depardieu  | Timmo Niesner        |
| Maria Walewska                      | Alexandra Maria Lara | Alexandra Maria Lara |
| Marie-Louise von Habsburg           | Mavie Hörbiger       | Mavie Hörbiger       |
| Zar Alexander I.                    | Toby Stephens        | Johannes Berenz      |
| Caroline Bonaparte                  | Marie Bäumer         | Marie Bäumer         |
| Maréchal Joachim Murat              | Claudio Amendola     | Andreas Rüdiger      |
| Klemens Metternich                  | Julian Sands         | Stefan Staudinger    |
| Hortense de Beauharnais             | Ludivine Sagnier     | Marie Bierstedt      |